# Richard Ojeda

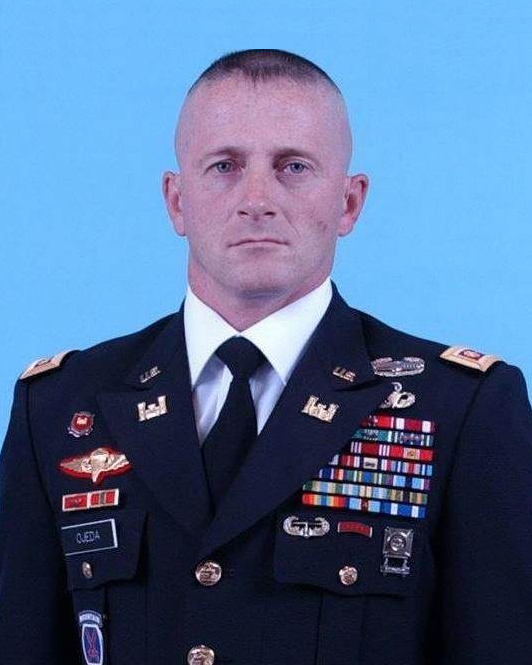
Richard Ojeda (2013)

Richard Neece Ojeda II (* 25. September 1970 in Rochester, Minnesota) ist ein US-amerikanischer Politiker der Demokratischen Partei und ehemaliger Major der United States Army. Von Dezember 2016 bis Januar 2019 gehörte er dem Senat von West Virginia an. Bei der Wahl zum US-Repräsentantenhaus 2018 war er Kandidat der Demokraten für den dritten Wahlbezirk in diesem Bundesstaat.

## Werdegang

### Ausbildung und militärische Laufbahn
Ojeda wuchs in Minnesota auf und hat mexikanische Vorfahren. Sein Großvater wanderte seinerzeit illegal in die Vereinigten Staaten ein. Nach seinem Highschoolabschluss 1988 ging er zur United States Army, der er 24 Jahre angehörte. Später holte er einen Universitätsabschluss an der Webster University nach. Als Mitglied der Streitkräfte war er mehrere Jahre lang in verschiedenen Ländern stationiert, unter anderem in Deutschland. Er absolvierte mehrere Einsätze im Irak und in Afghanistan, zuletzt als Major. Im Jahr 2013 verließ Ojeda mit mehreren Auszeichnungen wie der Bronze Star Medal die Streitkräfte und arbeitete als Lehrer an einer Highschool in seiner Wahlheimat West Virginia.

### Politisches Wirken
Nach dem Ende seiner militärischen Laufbahn fasste Ojeda eine politische Karriere ins Auge. Ojeda gehört der Demokratischen Partei an, der bereits sein Elternhaus nahestand. 2014 scheiterte er noch bei seiner ersten Kandidatur für das US-Repräsentantenhaus. Im Jahr 2016 kandidierte er erfolgreich für ein Mandat im Senat von West Virginia. Als Staatssenator machte er sich für eine Legalisierung des Cannabiskonsums für medizinische Zwecke stark und brachte eine entsprechende Gesetzesvorlage ein, die im April 2017 beide Kammern der State Legislature passierte und von Gouverneur Jim Justice unterzeichnet wurde. Des Weiteren forderte er Ende 2017 eine höhere Entlohnung von Lehrern und kritisierte in diesem Zusammenhang die Pläne der Regierung des republikanischen Gouverneurs Jim Justice als unzureichend.
Obwohl er Demokrat ist, stimmte Ojeda bei der US-Präsidentschaftswahl 2016 für den republikanischen Kandidaten Donald Trump, der den Staat West Virginia mit über vierzig Prozentpunkten Vorsprung für sich entscheiden konnte. Sein Votum begründete Ojeda mit der Annahme, dass Trump besser für die Wirtschaft im kohlereichen West Virginia sei. Allerdings bedauert er öffentlich sein Votum und erklärte Anfang 2018, Trump habe als US-Präsident nichts Nützliches für West Virginia getan und interessiere sich wenig für die alltäglichen Probleme der Bevölkerung. Während der demokratischen Präsidentschaftsvorwahl hatte Ojeda sich für Bernie Sanders ausgesprochen.
Nachdem der republikanische Abgeordnete Evan Jenkins 2017 erklärt hatte, sich nicht zur Wiederwahl zu stellen und stattdessen für den Senat der Vereinigten Staaten zu kandidieren, kündigte Ojeda seine Bewerbung für dessen Mandat im US-Repräsentantenhaus an. Bei der demokratischen Primary im Mai 2018 setzte er sich gegen mehrere Mitbewerber durch und wurde zum Kandidaten seiner Partei nominiert. Seinen Wahlkampf finanzierte Ojeda ausschließlich mit Kleinspenden von Unterstützern aus der Bevölkerung und lokalen Gewerkschaften. Gelder von Unternehmen und Lobbyisten lehnte er ab. Thematisch forderte er mehr Investitionen in den ländlichen Raum und staatliche Maßnahmen zur Senkung der Kosten im Gesundheitsbereich. Insbesondere der Pharmaindustrie warf Ojeda vor, sich auf Kosten von Patienten durch überteuerte Preise zu bereichern. Des Weiteren forderte er eine Reform des Einwanderungsrechts; Menschen, die als Kinder illegal eingewandert sind, möchte er die Chance auf einen dauerhaften Aufenthalt und den Erwerb der Staatsbürgerschaft geben (siehe Deferred Action for Childhood Arrivals (DACA)). Im Energiebereich hält Ojeda zunächst an der für West Virginia wichtigen Kohleindustrie fest, forciert jedoch auch einen Ausbau von erneuerbaren Energien. Die Beibehaltung der Netzneutralität ist ebenfalls eins seiner politischen Ziele. Deren Aufweichen durch die Regierung Trump kritisiert Ojeda. Ojeda wurde 2018 zudem für Senatsreden bekannt, in denen er zu einem Lehrerstreik in West Virginia aufrief. Obwohl er persönlich Abtreibungen ablehnt, ist Ojeda gegen ein staatliches Verbot von Schwangerschaftsabbrüchen (Pro-Choice-Standpunkt). Politische Beobachter stuften die Wahl im November 2018 zwischen Ojeda und seiner republikanischen Gegenkandidatin Carol Miller als völlig offen ein. Am Wahltag unterlag Ojeda jedoch mit 44 zu 56 Prozent deutlicher als prognostiziert. Er bezeichnete seine Art der Politik weiterhin als Vorbild für die Demokratische Partei.
Am 11. November 2018 reichte Ojeda die Unterlagen für eine Kandidatur bei der Präsidentschaftswahl 2020 ein. Nachdem er zwischenzeitlich auf seinen Sitz im Staatssenat verzichtet hatte, beendete er am 25. Januar 2019 die Kampagne wieder, da sie unrealistisch sei.
Am 13. Januar 2020 kündigte Ojeda an, bei der Senatswahl in West Virginia gegen Amtsinhaberin Shelley Moore Capito anzutreten. Er verlor die Vorwahlen am 9. Juni 2020 gegen Paula Jean Swearengin mit 32,93 % gegenüber 38,28 % der Stimmen.
Am 25. Februar 2025 gab Ojeda via X, ehemals Twitter, seine Kandidatur für das Repräsentantenhaus der Vereinigten Staaten im Bundesstaat North Carolina bekannt. Dort tritt er für die Wahl am 3. November 2026 im neunten Kongresswahlbezirk an.

## Auszeichnungen
Auswahl der Dekorationen, sortiert in Anlehnung der Order of Precedence of Military Awards:
- Bronze Star
- Meritorious Service Medal
- Army Commendation Medal
- Army Achievement Medal

## Privatleben
Richard Ojeda ist verheiratet und hat mit seiner Frau Kelly zwei Kinder. Mit seiner Familie lebt er in der Stadt Logan im Logan County.